# 大沙坊湖
大沙坊湖是一个位于中国江西省南昌市新界县的湖泊，面积约为15.77平方千米，平均水深约为2米。